# Dee Why
Dee Why är en del av en befolkad plats i Australien. Den ligger i kommunen Warringah och delstaten New South Wales, i den sydöstra delen av landet, omkring 15 kilometer nordost om delstatshuvudstaden Sydney. Antalet invånare är 17 463.
Trakten är tätbefolkad. Närmaste större samhälle är Sydney, omkring 15 kilometer sydväst om Dee Why. Genomsnittlig årsnederbörd är 1 380 millimeter. Den regnigaste månaden är februari, med i genomsnitt 200 mm nederbörd, och den torraste är juli, med 36 mm nederbörd.